# Arne Nolting

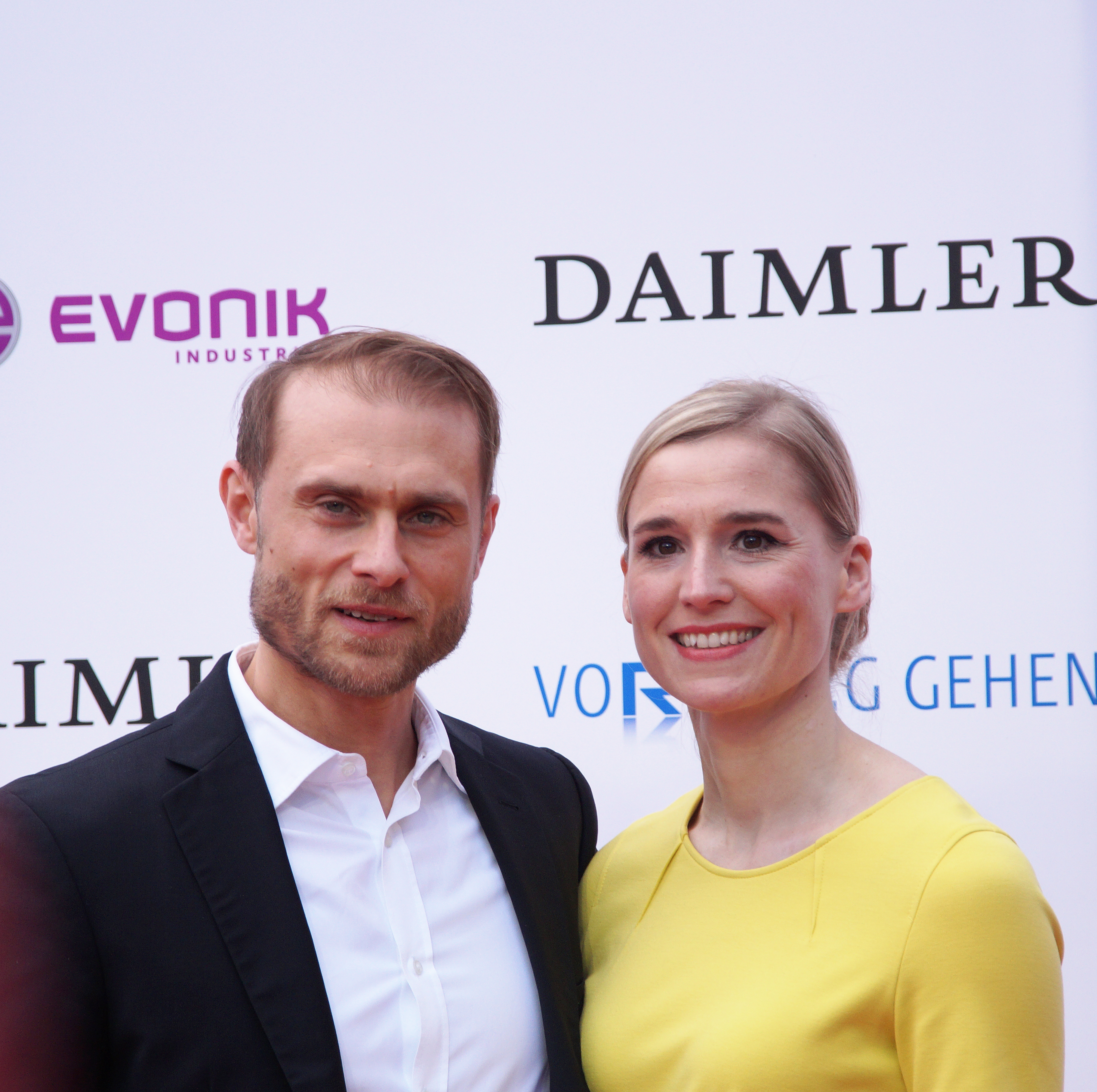
Arne Nolting mit Begleitung bei der Verleihung des Grimme-Preises 2016 in Marl

Arne Nolting (* 17. Dezember 1972 in Braunschweig) ist ein deutscher Drehbuchautor.

## Leben und Karriere
Arne Nolting absolvierte von 1995 bis 2001 ein Studium der Theater- Film- und Fernsehwissenschaften, Germanistik und Politikwissenschaften in Marburg und Köln. Für das Programm „Script 2000 Fiction“ erhielt er ein Stipendium der Drehbuchwerkstatt Niedersachsen. 2001 absolvierte er eine Ausbildung zum „European Script Consultant“ nach Philip Parker. 2005 war Nolting Stipendiat des Development Workshops der Europäischen Rundfunkunion, ein Jahr später von der Film- und Medienstiftung NRW für das EKRAN-Programm der Andrzej-Wajda-Filmschule in Warschau. Ebenfalls 2006 nahm er am Writer’s Room-Seminar mit Bill Finklestein und Lee Goldberg teil.
Seit 2000 schrieb er Drehbücher für verschiedene Kino- und Fernsehproduktionen, meist gemeinsam mit dem Kölner Drehbuchautor Jan Martin Scharf. Sie schrieben mehrere Teile der Wilsberg-Reihe sowie 2015 für die mehrfach ausgezeichnete Fernsehserie Club der roten Bänder. Außerdem war Nolting von 2000 bis 2010 für mehrere Drehbücher von Alarm für Cobra 11 – Die Autobahnpolizei verantwortlich.
Arne Nolting engagiert sich für die Drehbuchinitiative Kontrakt 18.

## Filmografie (Auswahl)

### Kino
- 2006: Wahrheit oder Pflicht (mit Jan Martin Scharf)
- 2009: Salami Aleikum
- 2014: Die Mamba
- 2015: 300 Worte Deutsch
- 2019: Club der roten Bänder – Wie alles begann
- 2021: Die Schule der magischen Tiere

### Fernsehen
- 2000–2010: Alarm für Cobra 11 – Die Autobahnpolizei (Fernsehserie, 11 Folgen)
- 2009–2010: SOKO Köln (Fernsehserie, zwei Folgen)
- 2010: Fall für Fingerhut
- 2010–2014: Der letzte Bulle
- 2011: Wilsberg – Frischfleisch
- 2011: Touristen in Gefahr
- 2011–2013: IK1 – Touristen in Gefahr (Fernsehserie, vier Folgen)
- 2013: Wilsberg – Treuetest
- 2014: Bettys Diagnose
- 2014: Letzte Spur Berlin (Fernsehserie, eine Folge)
- 2014: Friesland – Mörderische Gezeiten
- 2014: Wilsberg – Nackt im Netz
- 2014: Der Knastarzt: Geiselnahme
- seit 2015: Club der roten Bänder
- 2015: Weinberg
- 2015: Wilsberg – Bittere Pillen
- 2015: Friesland – Familiengeheimnisse
- 2016: Wilsberg – In Treu und Glauben
- 2018: Tatort: Alles was Sie sagen
- 2019: Tatort: Weiter, immer weiter
- 2019: Väter allein zu Haus: Gerd (Fernseh-Minireihe, Film 1)
- 2019: Väter allein zu Haus: Mark (Film 2)
- 2020: Barbaren (Fernsehserie)
- 2021: Väter allein zu Haus: Timo (Film 3)
- 2021: Tatort: Tödliche Flut
- 2022: Tatort: Spur des Blutes
- 2023: Tatort: Pyramide

## Auszeichnungen (Auswahl)
- 2004: Studio Hamburg Nachwuchspreis für Wahrheit oder Pflicht (Bester Film)
- 2004: Nominierung für den First Steps Award für Wahrheit oder Pflicht
- 2010: Preis der deutschen Filmkritik für Salami Aleikum
- 2012: Civis – Europas Medienpreis für Integration für Salami Aleikum
- 2012: Nominierung für den Grimme-Preis für Salami Aleikum
- 2012: Deutscher Fernsehpreis für Der letzte Bulle (Beste Serie)
- 2016: Grimme-Preis (Idee und Konzeption) für Weinberg
- 2016: Nominierung für den Deutschen Fernsehpreis (Beste Serie)
- 2016: Deutscher Fernsehpreis (Beste Serie) für Club der roten Bänder
- 2016: Grimme-Preis (Beste Jugendserie) für Club der roten Bänder
- 2016: Robert-Geisendörfer-Preis (Autor, Kinderfernsehpreis: Club der roten Bänder)